# Boys’ Day
Der Boys’ Day ist ein Aktionstag, an dem Jungen Berufe kennenlernen können, in denen überwiegend Frauen arbeiten. Der Boys’ Day kann als Ergänzung und Reaktion zum länger bestehenden Girls’ Day gesehen werden. Zweck beider Aktionstage ist die Gleichbehandlung von Schülerinnen und Schülern und die Vermeidung von Benachteiligungen. Jungen und Mädchen sollen gleiche Rechte hinsichtlich der Berufsorientierung erhalten und das Berufswahlspektrum erweitern. Der Boys’ Day folgt denselben Regeln wie der Girls’ Day. Jungen können einen Tag lang einen Beruf kennenlernen, in dem bisher wenige Männer arbeiten (Mädchen einen Beruf, in dem es wenig Frauen gibt). Sie sollen motiviert werden, das Rollenverhalten in der Berufswahl zu hinterfragen. Neben einem Praxistag in Einrichtungen und Unternehmen können die Jungen am Boys’ Day auch Workshops zu den Themen Berufs- und Lebensplanung, Rollenbilder und Sozialkompetenzen besuchen.
Anders als der Girls’ Day ist der Boys’ Day zunächst eine Bewegung „von unten“. Da, wo Verantwortliche den Mangel an berufskundlichen Angeboten für Jungen beseitigen wollten, organisierten sie kurzerhand in Eigeninitiative einen Boys’ Day. Es gab dazu bis 2007 kein gefördertes Gesamtprojekt.
Verschiedene Einrichtungen, insbesondere Kindertagesstätten, Grundschulen und Altenheime, ermöglichen Jungen am Boys’ Day einen Schnupperpraktikumstag. Auch im Sozialwesen, bei den Heil- und Pflegeberufen sowie in der Pädagogik finden sich Berufe, in denen Männer unterrepräsentiert sind. Als sogenannte Boys’-Day-Berufe zählen Berufe, in denen maximal 40 Prozent Männer eine Ausbildung machen oder studieren. Hierzu zählen auch Berufe wie der des pharmazeutisch-technischen Assistenten.
In Österreich wird der Boys’ Day seit 2008 jährlich vom Bundesministerium für Arbeit, Soziales, Gesundheit und Konsumentenschutz bundesweit veranstaltet. Neben den Einrichtungsbesuchen am Boys’ Day finden über das Jahr verteilt auch zahlreiche Boys’-Day-Workshops statt, in denen sich Burschen mit männlichen Rollenvorstellungen auseinandersetzen können.

## Entstehungsgeschichte
Entstanden ist der Boys’ Day, da es bereits den Girls’ Day gab. Ab 2002 setzten sich vielerorts einzelne Personen oder Arbeitsgruppen kritisch damit auseinander, dass Jungen im Vergleich zu den Mädchen, für die es den Girls’ Day gab, ungleich behandelt wurden. Da, wo diese Ungleichbehandlung als Benachteiligung empfunden wurde, entstanden regionale Initiativen für einen Girls’ Day und einen Boys’ Day. Einige der Ersten, die sich um Mädchen und Jungen gleichermaßen kümmern wollten, waren Mitarbeiterinnen des Frauenbüros und der Wirtschaftsförderung im Landkreis Holzminden. Sie organisierten 2003 ihren ersten Girls’ Day und Boys’ Day als Kooperationsprojekt.
Der erste eigenständig organisierte Boys’ Day fand am 8. Mai 2003 in Aachen statt. Ausgangspunkt war im Frühjahr 2002 der Protest von Schülern des sechsten Jahrgangs einer Aachener Gesamtschule. Daraus entstand die Initiative Aachener Boys’ Day.
2004 waren inzwischen unabhängig voneinander in verschiedenen Städten und Gemeinden weitere Aktivitäten entstanden, die für Jungen einen Berufsorientierungstag nach dem Vorbild des Girls’ Day organisierten. Hierzu gehörten die Gemeinden Henstedt-Ulzburg in der Nähe von Hamburg, Bad Kissingen östlich von Frankfurt und Halle (Saale).
Am 28. April 2005 startete offiziell das vom Bundesfamilienministerium initiierte und geförderte Vernetzungsprojekt Neue Wege für Jungs. Für dieses Projekt hatte man sich bewusst gegen den Titel Boys’ Day entschieden, um nicht nur auf die Berufsorientierung von Jungen zu fokussieren, sondern darüber hinaus auch typisches Rollenverhalten zu hinterfragen und die Entwicklung sozialer Kompetenzen zu fördern; eine kontinuierliche Beschäftigung mit diesen Themen – statt die Konzentration von Aktivitäten auf nur einen Tag – war ebenfalls Grund für die Entscheidung des Titels. Ziel des Projektes war die Vernetzung der regional aktiven Personen und Organisationen, die sich mit Jungenarbeit beschäftigen. Viele Initiativen, die sich mit dem Boys’ Day beschäftigten, schlossen sich dem Netzwerk an. Das Vernetzungsprojekt Neuen Wege für Jungs lief bis zum Februar 2011. Seit Juli 2010 gibt es das bundesweite Projekt Boys’ Day.
Erstmals am 2. Juni 2005 wurde in Aachen der Boys’ Day auch an einem eigenen Termin angeboten, um eine eigenständige öffentliche Aufmerksamkeit jenseits des Girls’ Day zu erlangen. Zwei Hauptschulen beteiligten sich an dem „Akzeptanztest“. Seitdem gibt es in Aachen zwei Termine für den Boys’ Day. Der eine orientiert sich am Girls’ Day (in der Regel der vierte Donnerstag im April), der andere (für den eigenständigen Boys’ Day) liegt seit 2007 auf dem letzten Donnerstag vor den Osterferien. 
Der Berliner Bezirk Reinickendorf veranstaltete 2009 und 2010 Boys’ Days – drei Tage in der Woche vor den Sommerferien.
Spätestens seit 2008 ist ein deutlicher Trend zu erkennen, Jungen zum Boys’ Day innerschulisch und außerschulisch Alternativen zu einem Schnupperpraktikumstag anzubieten.
Am 14. April 2011 fand der erste bundesweite Boys’ Day statt.

## Situation in Österreich
Der Boys’ Day wurde 2008 das erste Mal bundesweit durchgeführt. In Österreich liegt der Fokus des Boys’ Day auf der Erweiterung des Berufswahlspektrums für junge Männer im Hinblick auf Pflege- und Erziehungsberufe. Andere Berufsfelder, in denen Männer unterrepräsentiert sind, spielen nur eine untergeordnete Rolle.
Der Boys’-Day-Aktionstag findet in der Regel am zweiten Donnerstag im November statt. An diesem Tag besuchen die teilnehmenden Jungen Einrichtungen (u. a. Kindergärten, Volksschulen, Pflegeheime), in denen sie sogenannte „männeruntypische Berufe“ kennenlernen.
In allen Bundesländern werden durch Regionalverantwortliche darüberhinausgehende Workshops organisiert. Der Fokus geht dabei über die Berufswahl hinaus und bezieht Themen wie Männlichkeit und Lebensplanung stärker ein. Ein intensiver Austausch der Burschen untereinander, sowie die Selbstreflexion jedes Einzelnen in einem geschützten Rahmen, werden gefördert. Die Burschen lernen dabei auch, mögliche Vorurteile gegenüber Männern, die einen Sozialberuf ausüben, abzubauen.
Die Teilnehmerzahlen stiegen mit jedem Jahr. 2016 nahmen 4.725 Burschen an Boys’-Day-Veranstaltungen teil. 359 Pflege- und Erziehungseinrichtungen veranstalten Einrichtungsbesuche und 132 Workshops wurden im gesamten Bundesgebiet abgehalten. 

## Name
Der Name für den „Boys’ Day – Jungen-Zukunftstag“ wurde in Anlehnung an den „Girls’ Day – Mädchen-Zukunftstag“ gewählt. Dieser wurde im Jahr 2001 anhand einer kleinen Umfrage innerhalb der entsprechenden Zielgruppe (Mädchen im Alter von 10 bis 15 Jahren) in Schulklassen und Mädchen-Treffs gewählt. "Girls’ Day" war der von den befragten Mädchen bevorzugte Name. Entsprechend wurde für den Jungen-Zukunftstag im Jahr 2010 der Name "Boys’ Day" beschlossen. Da die Bezeichnung auch in der deutschen Sprache das Ziel dieses bundesweiten Aktionstags ausdrücken soll, lautet der vollständige Name „Boys’ Day – Jungen-Zukunftstag“.
In der Schweiz wurde der Tochtertag, nachdem vermehrt auch Knaben an ihm teilgenommen hatten, 2010 in Nationaler Zukunftstag umbenannt.

## Kritik am Boys’ Day
Die Vorsitzende der Gewerkschaft Erziehung und Wissenschaft Berlin, Rose-Marie Seggelke, begrüßte die Vorstöße zur Gleichberechtigung am Arbeitsplatz. Allerdings ist sie der Meinung, dass damit noch nicht alles getan sei. Es müsse auch andere Ansätze geben, wie beispielsweise eine Erhöhung der Gehälter in sozialen Berufen, um diese (auch für männliche Bewerber) interessanter zu machen. Kritiker bemängeln, dass erst die genaue Benennung von „Frauen-“ und „Männerberufen“ einen Girls’ Day und einen Boys’ Day notwendig mache. Außerdem sei beispielsweise das Freiwillige Soziale Jahr, bzw. der Bundesfreiwilligendienst, viel besser geeignet, um Jungen einen tiefen Einblick in soziale Berufe zu geben, als ein eintägiger, oberflächlicher Ausflug. Die zentrale Frauenbeauftragte der Freien Universität Berlin bemängelt, dass das System des Girls’ Day nicht einfach auf Jungen umgelegt werden kann:

„Das ärgert mich sehr. In den Medien kursiert die merkwürdige Vorstellung, dass Lehrerinnen und Erzieherinnen schuld daran seien, dass die schulischen Leistungen von Jungen im Schnitt schlechter sind. Das soll jetzt durch einen Boy’s Day korrigiert werden. Das scheint mir sehr abwegig. Wir haben das Problem für die Mädchen noch nicht gelöst. Jungs haben schlechtere Noten und bekommen weniger Lehrstellen. Das Problem will ich nicht wegreden. Aber wir haben keine soliden Analysen dazu. Als der Girls’ Day konzipiert wurde, wussten wir sehr viel über Entscheidungsprozesse von Mädchen. Jetzt wissen wir gar nicht viel, machen aber einen Boy’s Day.“

Immer noch befindet sich der Boys’ Day aber im Spannungsfeld gesellschaftlicher Veränderungen und löst damit auf unterschiedlichen Ebenen viele Diskussionen aus. Während die einen befürchten, dass der Boys’ Day eine unerwünschte Konkurrenz zum Girls’ Day sein könnte, sprechen andere von einer notwendigen Ergänzung, um die Geschlechterdiskussion überhaupt kompetent führen zu können.
Kritisiert wird auch, dass „Neue Wege für Jungs“ bzw. der 2011 erstmals bundesweit veranstaltete Boys’ Day kein Bildungsprojekt ist. Die Aspekte, die im Vordergrund stehen, lauten „Berufsorientierung“, „Rollenbilder“ und „soziale Kompetenz“. Sinnvoll seien Angebote, bei denen Jungen Berufe kennenlernen, die einen geringen Männeranteil aufweisen und die von den meisten Jungen normalerweise nicht gewählt würden. So wird auf der offiziellen Webseite ein Haushaltsparcours vorgestellt. Die Jungen sollen „mit anderen Jungen entdecken, dass ‚Bügeln und Kochen‘ auch Spaß machen kann“.

„Bei Neue Wege für Jungs scheint zudem immer wieder der Versuch auf, Jungen dorthin zu schubsen, wo sie den Mädchen nicht im Weg stehen. Vergessen wird bei der ganzen Sache, dass es den Boys’ Day schon seit langer Zeit gibt, aber er ist wohl eher ein Boys’ Year. Ich spreche vom Zivildienst.“

Das Land Brandenburg bietet seit 2002 anstatt eines getrennten Zukunftstages für Jungen und Mädchen den gemeinsamen „Zukunftstag für Mädchen und Jungen“ an. An diesem Projekttag können alle Schülerinnen und Schüler der Jahrgangsstufen sechs bis neun chancenreiche Berufe kennenlernen, die sie sich bisher für sich selbst vielleicht noch nicht vorstellen konnten. Ziel ist es im Besonderen, „jungen Menschen die Möglichkeit zu geben, einen Beruf zu wählen, der nicht von ihrem Geschlecht, sondern von ihren Fähigkeiten und Interessen bestimmt wird.“ Schüler dürfen allgemein am Boys’ Day nur so lange arbeiten, wie ihr Schultag lang ist.